# 愛媛県道131号別子山土居線
愛媛県道131号別子山土居線（えひめけんどう131ごう べっしやまどいせん）は、愛媛県新居浜市から四国中央市に至る一般県道である。

## 概要

### 路線データ
- 総延長：19.3km
- 起点：新居浜市別子山（愛媛県道6号高知伊予三島線交点）
- 終点：四国中央市土居町土居（国道11号交点）

## 歴史
- 1923年（大正12年）4月1日 - 愛媛県告示第195号により、別子山土居停車場線として県道に認定される[1]。
- 1958年（昭和33年）6月27日 - 愛媛県告示第566号により、現路線名である別子山土居線として県道に認定される（整理番号15番）[2]。
- 1972年（昭和47年）3月16日 - 愛媛県が愛媛県道131号別子山土居線として認定。

## 地理

### 通過する自治体
- 新居浜市
- 四国中央市

### 交差する道路
- 国道11号
- 国道192号（国道11号と重複）
- 愛媛県道6号高知伊予三島線

### 不通区間
- 新居浜市別子山～四国中央市土居町浦山